# Le Narcisse jaune intrigue Scotland Yard
 (octobre 2024).
Pour plus de détails, voir Fiche technique et Distribution.
Le Narcisse jaune intrigue Scotland Yard (titre original allemand : Das Geheimnis der gelben Narzissen, titre original anglais : The Devil’s Daffodil) est un film germano-britannique réalisé par Ákos von Ráthonyi, sorti en 1961.
Il existe une version germanophone et anglophone.
Il s'agit d'une adaptation du roman d'Edgar Wallace, The Daffodil Mystery.

## Synopsis
Grande alerte dans la police de Londres : un meurtrier manifestement fou a tué trois jeunes femmes en très peu de temps. À chaque fois, le délinquant laisse un bouquet de narcisses jaunes sur les lieux du crime. L'inspecteur en chef Whiteside prend en charge l'enquête. Cependant, Jack Tarling, agent d'une compagnie aérienne internationale, et le mystérieux Chinois Ling Chu ne croient pas en l'action d'un individu. Surtout pas quand ils viennent d'échapper à un attentat à la bombe qui a détruit une cargaison d'héroïne de contrebande qui venait d'être découverte.
De plus en plus, le soupçon des deux semble confirmer que la mystérieuse série de meurtres est liée au trafic de drogue. L'inspecteur en chef Whiteside adhère à cette thèse quand il entre dans un club malfaisant et chez son propriétaire, un riche homme d'affaires londonien. À la fin, le barman discret Peter Keene se révèle être l'assassin aux narcisses.

## Fiche technique
- Titre : Le Narcisse jaune intrigue Scotland Yard
- Titre original : 
  - allemand : Das Geheimnis der gelben Narzissen
  - anglais : The Devil’s Daffodil
- Réalisation : Ákos von Ráthonyi assisté d'André Farsch et de Tom Pevsner
- Scénario : Basil Dawson, Trygve Larsen, Donald Taylor, Horst Wendlandt, Gerhard F. Hummel
- Musique : Keith Papworth
- Direction artistique : James Sawyer
- Costumes : Ron Beck, Laura Nightingale
- Photographie : Desmond Dickinson
- Son : Bob Jones, Bert Ross
- Montage : Peter Taylor
- Production : Steven Pallos (en), Donald Taylor, Horst Wendlandt, Preben Philipsen
- Société de production : Omnia Pictures Ltd., Rialto Film
- Société de distribution : Prisma (Allemagne), British Lion Film Corporation (Royaume-Uni)
- Pays d'origine :  Allemagne de l'Ouest,  Royaume-Uni
- Langue : allemand ou anglais
- Format : Noir et blanc - 1,66:1 - mono - 35 mm
- Genre : Policier
- Durée : 94 minutes
- Dates de sortie :
  -  Allemagne de l'Ouest : 20 juin 1961.
  -  Royaume-Uni : 20 mai 1962.
  -  Finlande : 25 mai 1962.
  -  Irlande : 2 août 1963.
  -  France : 1er janvier 1964[1].
  -  Estado Novo (Portugal) : 28 août 1964.
- Affiche : Constantin Belinsky (France)

## Distribution
| Acteurs de la version anglophone | Rôle                  | Acteurs de la version germanophone |
| -------------------------------- | --------------------- | ---------------------------------- |
| William Lucas                    | Jack Tarling          | Joachim Fuchsberger                |
| Penelope Horner (en)             | Anne Rider            | Sabina Sesselmann                  |
| Ingrid van Bergen                | Gloria Lyne           | Ingrid van Bergen                  |
| Albert Lieven                    | Raymond Lyne          | Albert Lieven                      |
| Jan Hendriks                     | Charles               | Jan Hendriks                       |
| Marius Goring                    | Oliver Milburgh       | Marius Goring                      |
| Peter Illing (en)                | Mr. (Jan) Putek       | Peter Illing                       |
| Walter Gotell                    | Commissaire Whiteside | Walter Gotell                      |
| Christopher Lee                  | Ling Chu              | Christopher Lee                    |
| Colin Jeavons (en)               | Peter Keene           | Klaus Kinski                       |

## Histoire
À l'origine, Waldfried Barthel (Constantin Film) et Preben Philipsen (Rialto Film, Prisma Film Distribution) prévoient Le Narcisse jaune intrigue Scotland Yard, réalisé par Harald Reinl, comme la sixième adaptation germanophone d'après la Seconde Guerre mondiale d'Edgar Wallace après L'Archer vert (en). Comme la première version du scénario fut retravaillée à plusieurs reprises par Egon Eis, ils commencent à produire le film Les Mystères de Londres.
Preben Philipsen est en contact avec l'auteur britannique Basil Dawson depuis début 1960 qu'il a rencontré par l'intermédiaire de Penelope Wallace (en). Dawson présente Philipsen aux producteurs de films Steven Pallas et Donald Taylor de Omnia Pictures à Londres.
Basil Dawson écrit un scénario anglais basé sur le premier scénario d'Egon Eis. L'intrigue ainsi que les noms personnels du roman sont modifiés de manière significative. Ensuite, Horst Wendlandt et Gerhard F. Hummel écrivent la traduction allemande de la version anglaise. Après Reinl, on voit maintenant Jürgen Roland comme réalisateur. Heinz Drache et Elke Sommer seront les rôles principaux de la version germanophone.
Le réalisateur hongrois vivant à Londres et à Hambourg, Ákos von Ráthonyi, a pour tâche de filmer aux endroits respectifs deux versions linguistiques avec d'autres acteurs. Le film est tourné en avril et mai 1961 dans les Studios de Shepperton dans le Middlesex et est l'un des rares films en langue allemande adaptations d'Edgar Wallace tourné exclusivement en plein air à Londres.
Christopher Lee interprète la version germanophone et n'est pas doublé.
Ingrid van Bergen chante  la chanson Bei mir ist alles nur Natur (musique : Keith Papworth, texte : Ute Kuntze-Just) et la version anglaise I Haven't Got a Thing to Hide.

## Source de traduction
- (de) Cet article est partiellement ou en totalité issu de l’article de Wikipédia en allemand intitulé « Das Geheimnis der gelben Narzissen » (voir la liste des auteurs).